# Ray Russell
Raymond Russell (Islington, 4 april 1947) is een Britse fusiongitarist.

## Biografie
Ray Russell speelde al vanaf 12-jarige leeftijd gitaar en werd al op 16-jarige leeftijd als lid van de John Barry Seven beroepsmuzikant. Vanaf 1965 werkte hij bij Georgie Fame & The Blue Flames. In 1968 bracht hij met Tum Circle zijn debuutalbum uit. Daarna was hij in de band van Mike Gibbs werkzaam en bracht hij met eigen band in een snel tempo verdere albums uit met eigenzinnige composities tussen jazz en rockmuziek. Met Alex Harvey leidde hij de band Rock Workshop en behoorde hij in 1971 kort tot Nucleus (Live in Bremen), voordat hij naast Ann Odell mede-oprichter werd van Chopyn met drummer Simon Phillips. Daarnaast behoorde hij tot de band van Harry Beckett.
Samen met Andy Mackay speelde hij de titelmuziek in voor de Britse tv-serie Rock Follies. Ook behoorde hij tijdelijk tot Stackridge en werkte hij als gitarist voor Smith & D'Abo, maar ook naast Eric Clapton onder de titel The Secret Policeman's Ball voor liefdadigheidsevenementen. Samen met Mo Foster en met Simon Phillips vormde hij de band RMS. Met het British Orchestra legde hij zich tijdens de jaren 1980 toe op de muziek van Gil Evans, met wie hij in 1983 ook concerteerde tijdens het Montreux Jazz Festival. In 1986 trad hij op in het Londense West End in de musical Time als Cliff Richard.
Hij was in de studio's werkzaam voor sterren als Tina Turner, Van Morrison, Art Garfunkel, Dionne Warwick, Bryan Ferry, Jack Bruce, Cat Stevens, Phil Collins en Robert Plant. Als componist werd hij overwegend  gevraagd door de Britse en Amerikaanse televisie en schreef hij voor series als A Touch of Frost, Bergerac, Plain Jane, A Bit of a Do, The Inspector Alleyn Mysteries, Dangerfield en Grafters. Voor deze werkzaamheden werk hij meermaals onderscheiden, o.a. met de ASCAP-award voor de meest bij de Amerikaanse televisie afgespeelde muziek en twee awards van de Royal Television Society.
Met Ralph Salmins richtte hij in 2008 de productiefirma Made Up Music op, die albums met potentiële soundtracks produceert. Samen met Mo Foster en Ralph Salmins gaf hij seminaries in Britse vormingscentra. In 2007 werd hij gastprofessor aan de universiteit van Leeds.

## Discografie
- 1968: Turn Circle (CBS Records)
- 1969: Dragon Hill (CBS Records, met Roy Fry, Ron Mathewson, Alan Rushton e. a.)
- 1971: June 11th 1971: Live at the ICA (RCA Records, met Tony Roberts, Harry Beckett, Daryl Runswick, Alan Rushton, Gary Windo e. a.)
- 1971: Rites & Rituals (CBS Records, met Roberts, Beckett, Nick Evans, Runswick, Rushton)
- 1973: Secret Asylum (Black Lion/Reel Recordings)
- 1990: Guitars from Mars (Virgin Records)
- 2006: Goodbye Svengali (Cuneiform Records)